# Northrop Grumman RQ-4 Global Hawk
Il Northrop Grumman RQ-4 Global Hawk (anche conosciuto come Tier II+ durante lo sviluppo) è un aeromobile a pilotaggio remoto da sorveglianza e ricognizione in servizio nella US Air Force. 
Un Global Hawk è in grado di sondare ogni giorno un'area di circa 100.000 chilometri quadrati, l'equivalente circa dell'intera superficie dell'Islanda o della Corea del Sud, attraverso un radar ad apertura sintetica (SAR) ad alta risoluzione e attraverso sensori elettro-ottici/infrarosso (EO/IR). 

## Sviluppo

### Sviluppo iniziale
I primi sette aeromobili vennero costruiti sotto il programma Advanced Concept Technology Demonstration (ACTD), sponsorizzato dalla DARPA, per valutare il progetto e le sue capacità. A causa delle circostanze mondiali, le capacità dell'aereo dovevano essere molto alte, quindi l'aereo prototipo operò con l'U.S. Air Force nel teatro della guerra in Afghanistan.
In modo insolito si iniziò una lenta produzione mentre l'aereo era ancora in sviluppo. Vennero prodotti nove aerei di produzione Block 10 (a volte riferiti come configurazione RQ-4A), due dei quali vennero trasferiti alla US Navy. Altri due vennero spediti in Iraq per supportare le operazioni locali. Gli ultimi aerei Block 10 vennero consegnati il 26 giugno 2006.
Per incrementare le capacità del velivolo, l'avionica venne ridisegnata, con la sezione del muso e le ali allungate. I cambiamenti, con la nominazioni di RQ-4 Block 20, permisero allo APR di portare 1360 kg di carico interno. Questi cambiamenti vennero introdotti con il primo aereo Block 20, il 17º Global Hawk prodotto, che venne mostrato in una cerimonia il 25 agosto 2006. Volò la prima volta dalla base della USAF Plant 42 a Palmdale alla Edwards AFB il 1º marzo 2007. I test per lo sviluppo del Block 20 iniziarono nel 2008. I futuri aerei Block 30 e 40, simili in dimensioni al Block 20, sono stati schedati per l'avanzamento dal 2008 al 2010.

### NASA
Nel dicembre 2007, due Global Hawk vennero trasferiti dalla base della U.S. Air Force al Dryden Flight Research Center della NASA a Edwards AFB. Le prime ricerche attive iniziarono nel secondo quarto del 2009 per supportare le missioni della NASA ad elevata altitudine, a lunga durata. I due Global Hawk furono il primo e sesto aereo costruito sotto l'originale progetto DARPA Advanced Concept Technology Demonstration, e divennero disponibili per la NASA quando l'Air Force non ebbe più bisogno di loro. Northrop Grumman è un partner operativo della NASA e usa i suoi aerei per dimostrare nuove tecnologie e sviluppa nuovi prodotti per gli aerei, incluso possibili usi civili.

### NATO
La NATO ha annunciato di volersi dotare di una flotta di otto Global Hawk per l'anno 2012. L'aeromobile sarà equipaggiato con sistemi radar MP-RTIP; la NATO ha infatti stanziato un budget di un miliardo di euro per il progetto, e una lettera d'intesa è già stata firmata, anche se il contratto con la Northrop Grumman non è stato messo ancora a punto. La base principale è all'aeroporto di Sigonella. Attualmente viene usato per operazioni di sorveglianza nella guerra Russo/Ucraina.

### Luftwaffe

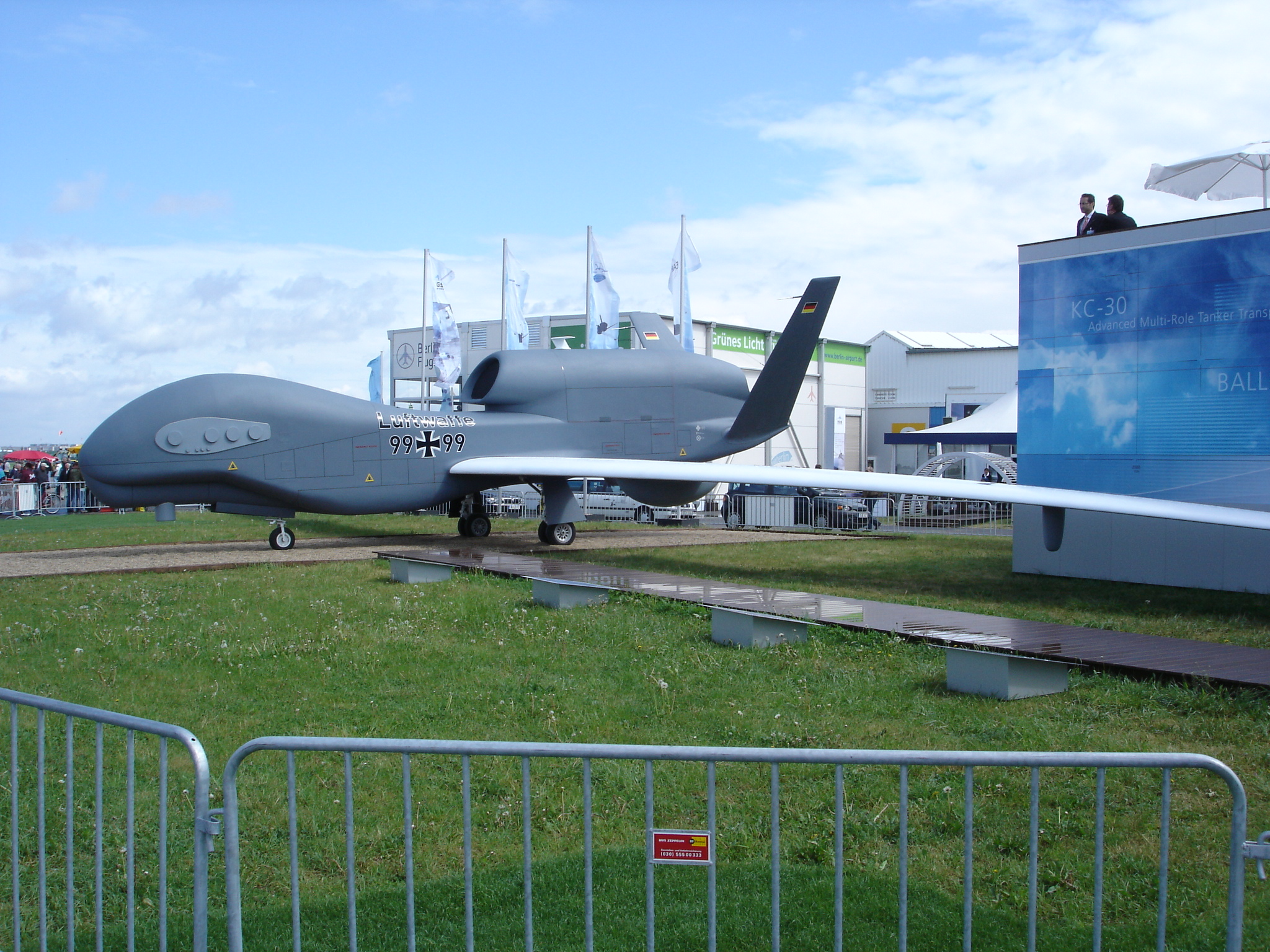
L'EuroHawk all'airshow di Berlino nel 2006

La Luftwaffe ha ordinato una variante del RQ-4B equipaggiata con sensori europei, e ribattezzata EuroHawk. Cellula e avionica restano quelle standard per l'RQ-4B, mentre il carico da ricognizione è di produzione EADS. La Germania punta con questo programma a sostituire i vecchi aerei da sorveglianza Dassault-Breguet Atlantique, contenendo i costi di gestione pur ampliando le capacità di sorveglianza. Un primo lotto di cinque EuroHawk avrebbe dovuto essere consegnato alla Luftwaffe dal 2010 in poi, ma è stato prima ritardato e poi cancellato nel maggio del 2013 per il costo crescente e problemi tecnici legati alla sicurezza e alle leggi europee sul sorvolo di aree abitate.
Il costo per i cinque aerei iniziali era salito da circa 430 milioni di euro per lo sviluppo, ed altri 430 milioni per l'acquisto vero e proprio a 550 + 500 milioni di euro.

## Versioni

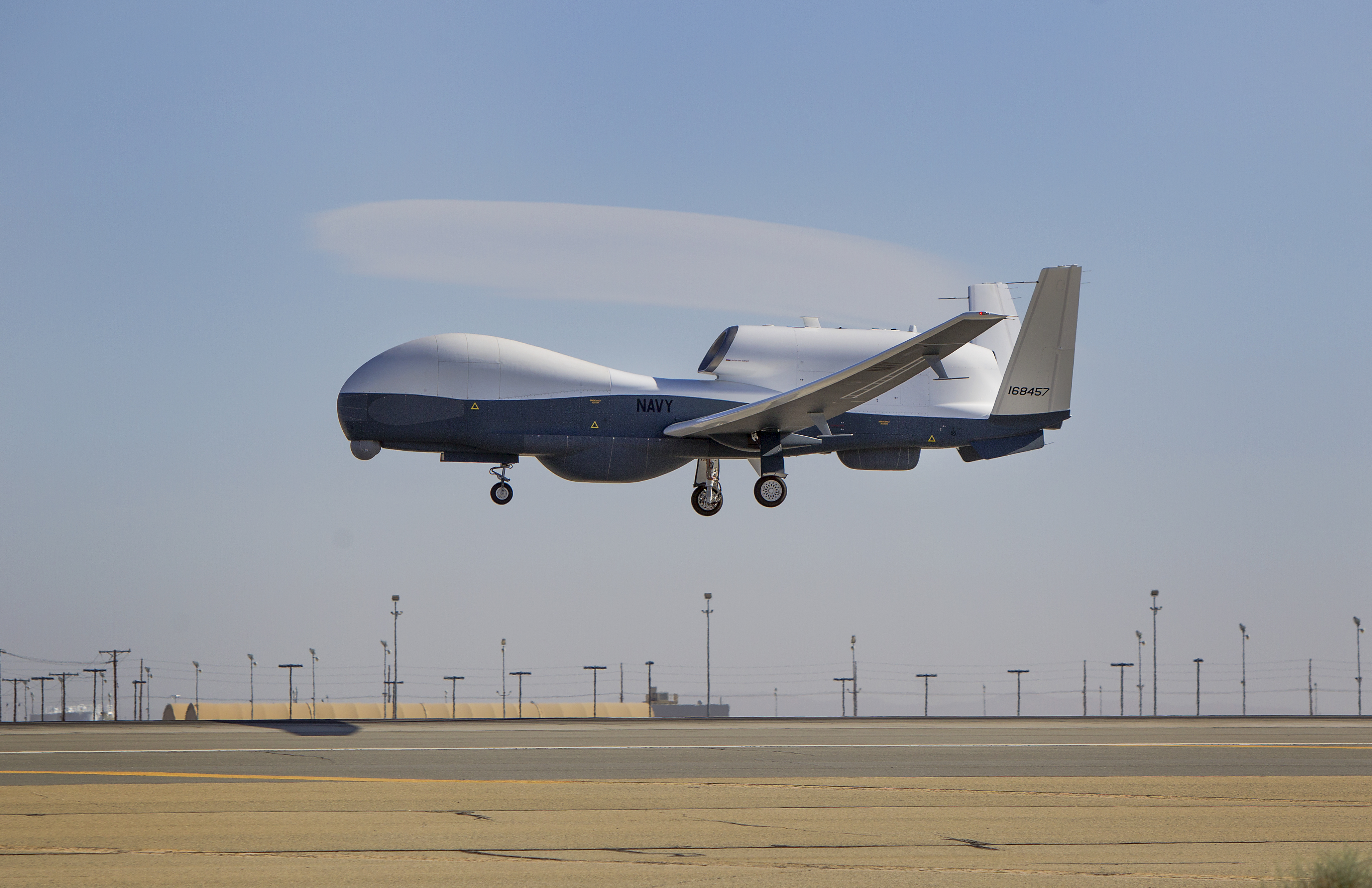
MQ-4C Triton

- MQ-4A: versione originaria per l'USAF, di cui ne hanno prodotti 16 esemplari.
- MQ-4B: versione modificata, con un maggiore carico utile e apertura alare e lunghezza aumentate rispettivamente a 39,9 m e 14,5 m. A causa delle maggiori dimensioni e del carico utile l'autonomia è stata ridotta a 16.112 km.
- MQ-4C Triton: velivolo pensato per la sorveglianza marittima, su vaste regioni oceaniche e costiere, con modifiche al telaio, alle ali, a sistemi antigelo e antifulmine, per consentire di scendere attraverso le nuvole e ottenere viste migliori del bersaglio quando necessario.
- MQ-4D: per l'"Alliance Ground Surveillance" della NATO.
- MQ-4E Euro Hawk: versione per la Germania basata sull'MQ-4B.
- KQ-X: programma iniziato nel 2010 per sviluppare tecniche di rifornimento in volo autonomo. A tal fine sono stati utilizzati due MQ-4, riadattati in modo che uno possa fare da rifornitore e pompare il carburante al secondo.

## Utilizzatori

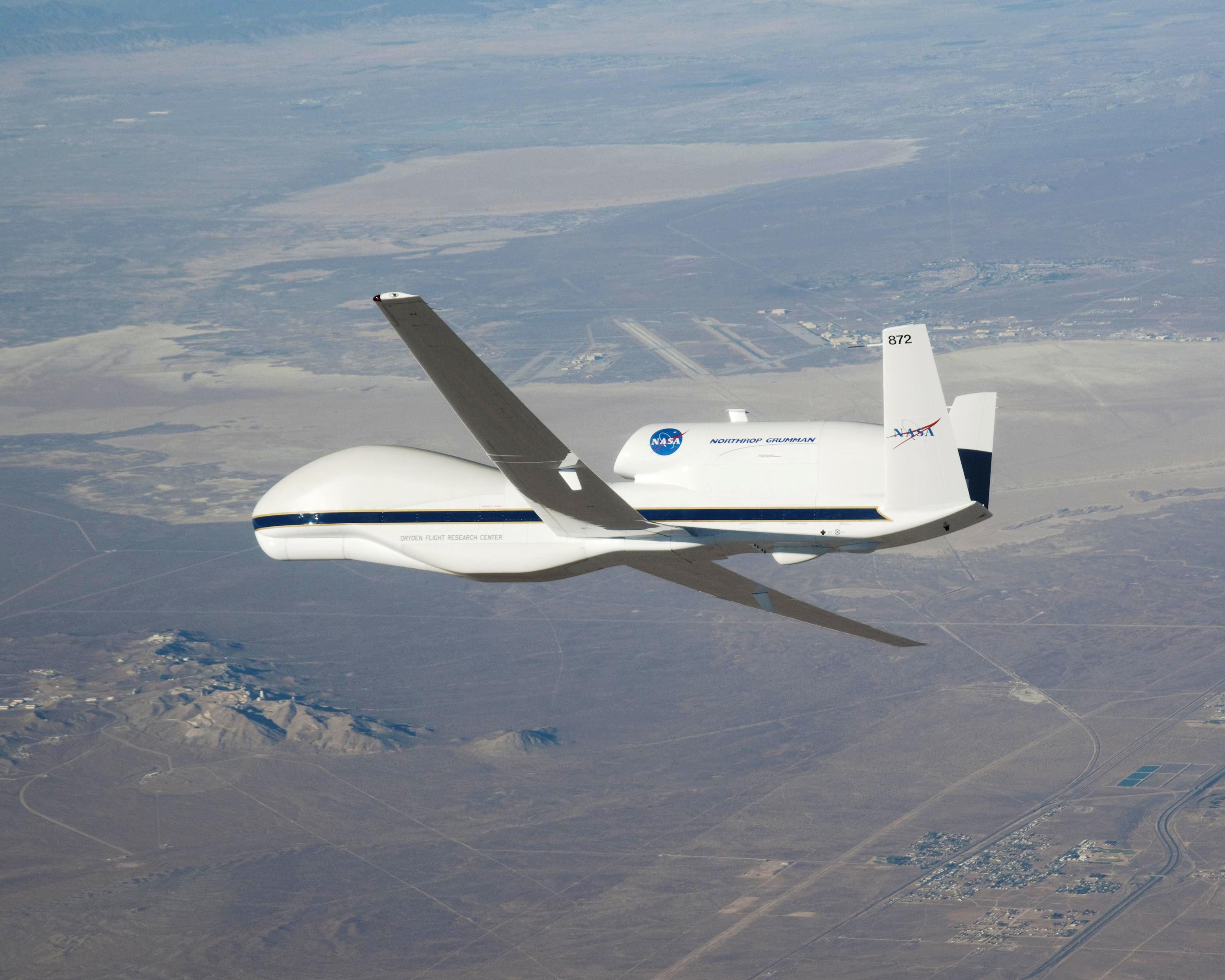
Global Hawk della NASA

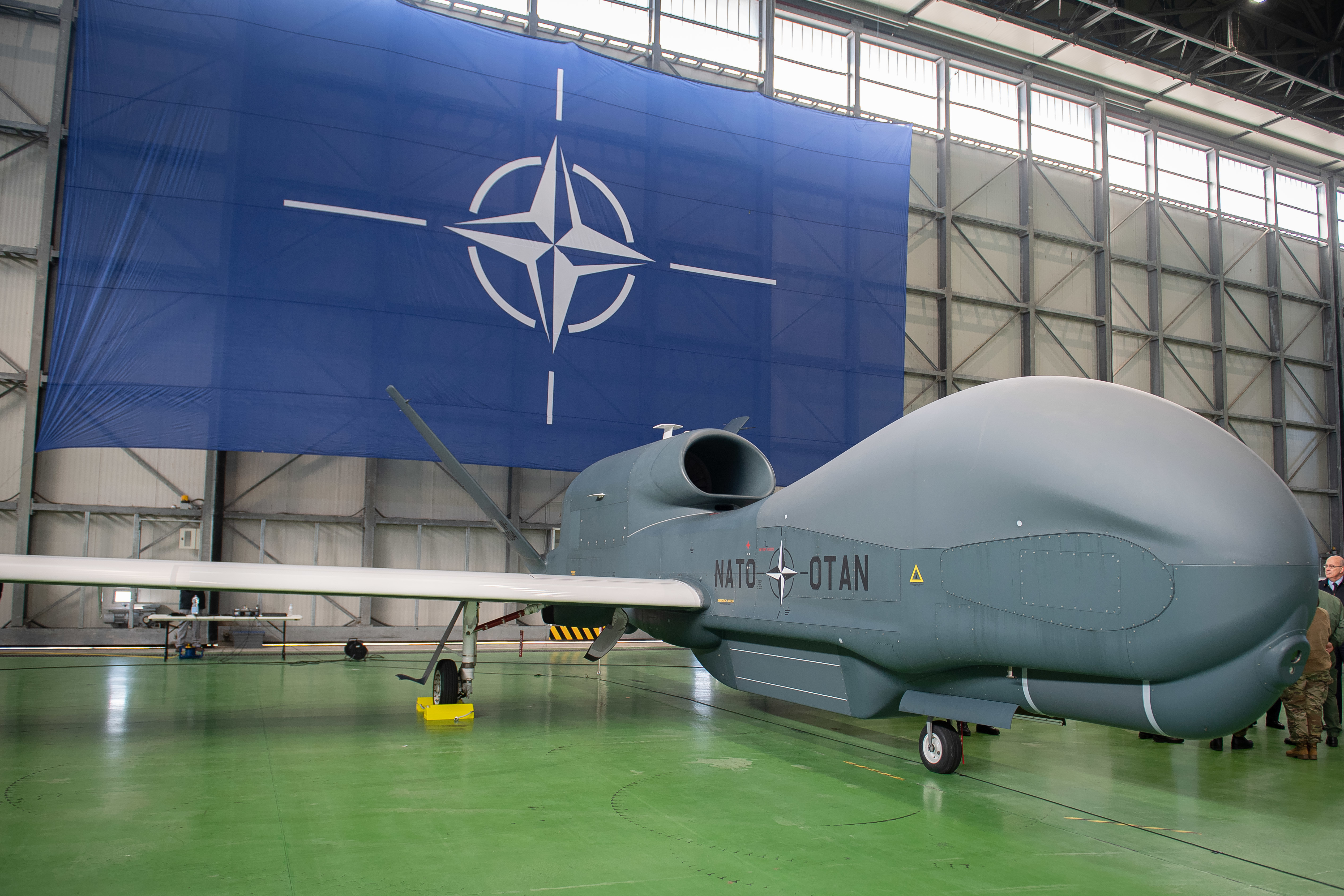
Global Hawk della NATO a Sigonella

Australia
- RAAF

4 MQ-4C ordinati con fabbisogno massimo preventivato in 7 esemplari. Primo esemplare consegnato il 15 giugno 2024. Ulteriori 2 esemplari consegnati rispettivamente il 4 e il 7 maggio 2025.
 Corea del Sud
- Daehan Minguk Gonggun

4 RQ-4 Block 30 ordinati il 17 dicembre 2014, il primo dei quali è stato consegnato il 23 dicembre 2019, mentre il quarto ed ultimo esemplare il 15 ottobre 2020.

 Giappone
- Kōkū Jieitai

3 RQ-4B Block 30i ordinati il 19 ottobre 2018, con consegne entro il 2022. Il primo esemplare è stato consegnato il 12 marzo 2022 ed è divenuto operativo il 21 dicembre dello stesso anno.

 NATO

5 RQ-4D ordinati, consegnati, il primo il 21 novembre 2019, il secondo 19 dicembre 2019, il terzo il 15 luglio 2020, il quarto il 26 luglio 2020 ed il quinto ed ultimo il 12 novembre 2020 sulla NAS Sigonella in Italia.

 Stati Uniti
- USAF

34 RQ-4B in servizio al settembre 2019.
- US Navy

Al settembre 2019 risultano in servizio, 3 Triton con l'Air Test Evalutation Squadron Twenty, VX-20, di Patuxent, unità sperimentale per i test, ed altri 3 con il primo reparto operativo, ovvero il VUP-19 (Unmanned Patrol Squadron 19) della NAS Jacksonville, Florida. Questi velivoli saranno aggiornati ed avranno anche capacità SIGINT a partire dal 2022. Ulteriori 4 MQ-4C ordinati a dicembre 2019. Con i due MQ-4C ordinati a marzo 2025, sale a 27 il numero degli esemplari contrattualizzati.